# Temporada 1999-2000 de los New Jersey Nets
La temporada 1999-2000 fue la vigesimocuarta de los New Jersey Nets en la NBA, tras la fusión de la liga con la ABA, donde había jugado nueve temporadas, y la vigesimosegunda en su ubicación en Nueva Jersey. La temporada regular acabó con 31 victorias y 51 derrotas, ocupando el undécimopuesto de la conferencia Este, no logrando clasificarse para los playoffs.

## Elecciones en elDraft
| Ronda | Puesto | Jugador        | Posición | Nacionalidad   | Universidad  |
| ----- | ------ | -------------- | -------- | -------------- | ------------ |
| 2     | 34     | Evan Eschmeyer | Pívot    | Estados Unidos | Northwestern |

## Temporada regular
| División Atlántico   | División Atlántico | División Atlántico | División Atlántico | División Atlántico | División Atlántico | División Atlántico | División Atlántico | División Atlántico |
| Equipo               | G                  | P                  | %                  | PD                 | Casa               | Fuera              | Div                |                    |
| -------------------- | ------------------ | ------------------ | ------------------ | ------------------ | ------------------ | ------------------ | ------------------ | ------------------ |
| y-Miami Heat         | 52                 | 30                 | .634               | –                  | 33–8               | 19–22              | 18–6               |                    |
| x-New York Knicks    | 50                 | 32                 | .610               | 2                  | 33–8               | 17–24              | 14–10              |                    |
| x-Philadelphia 76ers | 49                 | 33                 | .598               | 3                  | 29–12              | 20–21              | 13–11              |                    |
| Orlando Magic        | 41                 | 41                 | .500               | 11                 | 26–15              | 15–26              | 12–13              |                    |
| Boston Celtics       | 35                 | 47                 | .427               | 17                 | 26–15              | 9–32               | 12–12              |                    |
| New Jersey Nets      | 31                 | 51                 | .378               | 21                 | 22–19              | 9–32               | 9–16               |                    |
| Washington Wizards   | 29                 | 53                 | .354               | 23                 | 17–24              | 12–29              | 7–17               |                    |

## Estadísticas

### Temporada regular
| Jugador          | PJ | PT | MPP  | %TC  | %3P   | %TL   | RPP | APP | ROB | TPP | PPP  |
| ---------------- | -- | -- | ---- | ---- | ----- | ----- | --- | --- | --- | --- | ---- |
| Stephon Marbury  | 74 | 74 | 38.9 | .432 | .283  | .813  | 3.2 | 8.4 | 1.5 | 0.2 | 22.2 |
| Keith Van Horn   | 80 | 80 | 34.8 | .445 | .368  | .847  | 8.5 | 2.0 | 0.8 | 0.8 | 19.2 |
| Kendall Gill     | 76 | 75 | 31.0 | .414 | .256  | .710  | 3.7 | 2.8 | 1.8 | 0.5 | 13.1 |
| Kerry Kittles    | 62 | 61 | 30.6 | .437 | .400  | .795  | 3.6 | 2.3 | 1.3 | 0.3 | 13.0 |
| Johnny Newman    | 82 | 9  | 21.5 | .446 | .379  | .838  | 1.9 | 0.8 | 0.6 | 0.1 | 10.0 |
| Lucious Harris   | 77 | 11 | 19.6 | .428 | .330  | .798  | 2.4 | 1.3 | 0.8 | 0.1 | 6.7  |
| Scott Burrell    | 74 | 9  | 18.1 | .394 | .353  | .780  | 3.5 | 1.0 | 0.9 | 0.6 | 6.1  |
| Sherman Douglas  | 20 | 2  | 15.5 | .500 | .313  | .893  | 1.5 | 1.7 | 0.9 | 0.0 | 6.0  |
| Jamie Feick      | 81 | 17 | 27.7 | .428 | 1.000 | .707  | 9.3 | 0.8 | 0.5 | 0.5 | 5.7  |
| Elliot Perry     | 60 | 5  | 13.4 | .435 | .282  | .806  | 1.0 | 2.3 | 0.7 | 0.0 | 5.3  |
| Gheorge Muresan  | 30 | 2  | 8.9  | .456 |       | .605  | 2.3 | 0.3 | 0.0 | 0.4 | 3.5  |
| Evan Eschmeyer   | 31 | 5  | 12.0 | .528 |       | .500  | 3.5 | 0.7 | 0.3 | 0.7 | 2.9  |
| Jim McIlvaine    | 66 | 53 | 15.9 | .416 |       | .518  | 3.5 | 0.5 | 0.4 | 1.8 | 2.4  |
| Michael Cage     | 20 | 7  | 12.1 | .500 |       | 1.000 | 4.1 | 0.5 | 0.4 | 0.4 | 1.4  |
| Mark Hendrickson | 5  | 0  | 4.8  | .000 |       | .500  | 0.4 | 0.6 | 0.0 | 0.0 | 0.2  |

## Galardones y récords
| Jugador         | Galardón                      |
| Stephon Marbury | 3.er Mejor quinteto de la NBA |